# فرودگاه بین‌المللی جیبوتی-امبوولی
فرودگاه بین‌المللی جیبوتی-امبوولی (به انگلیسی: Djibouti-Ambouli International Airport) یک فرودگاه نظامی و غیرنظامی با کد یاتا JIB است که یک باند فرود سنگفرش دارد و طول باند آن ۳۱۵۰ متر است. این فرودگاه در شهر جیبوتی کشور جیبوتی قرار دارد و در ارتفاع ۱۵ متری از سطح دریا واقع شده‌است.

## شرکت‌های هواپیمایی و مقصدهای پروازی

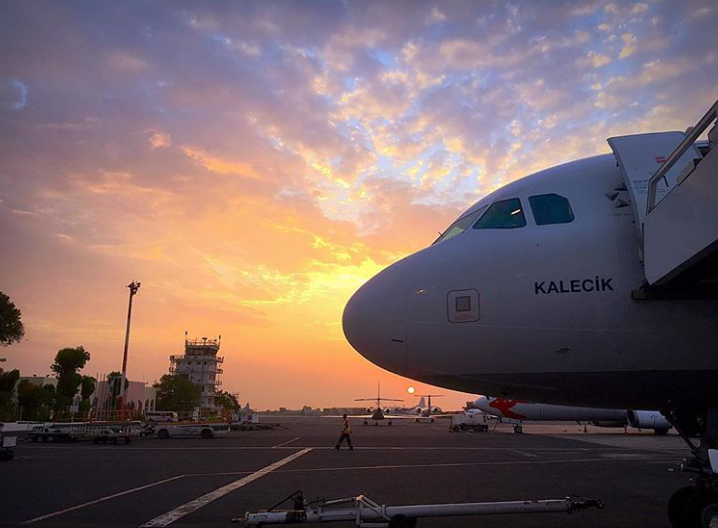
An ترکیش ایرلاینز aircraft at the Djibouti–Ambouli International Airport (2016).

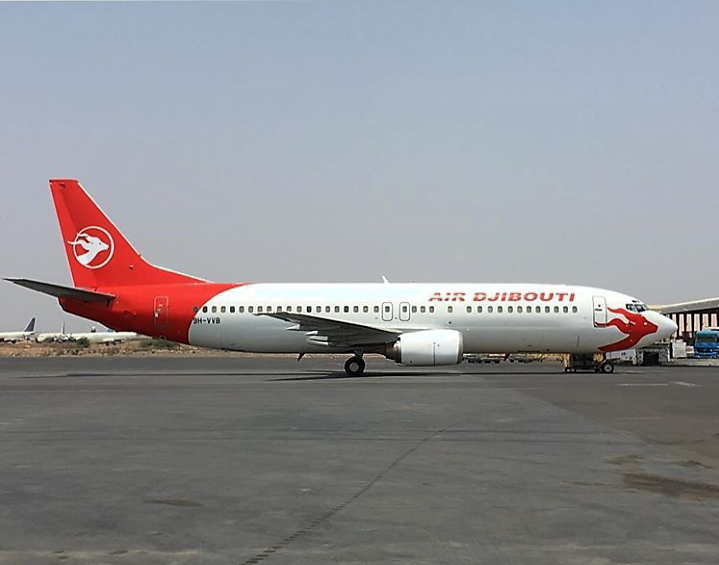
An Air Djibouti aircraft at the Djibouti–Ambouli International Airport.

### مسافری
| شرکت‌های هواپیمایی | مقصدهای پروازی                                          |
| ----------------- | ------------------------------------------------------- |
| Air Djibouti      | بوول، ابا تنا دجازماچ ییلما، هارگسیا، عدن اد، بندر قاسم |
| ایر فرانس         | شارل دوگل پاریس                                         |
| دالو ایرلاینز     | دوبی، هارگسیا، ملک عبدالعزیز، عدن اد                    |
| هواپیمایی اتیوپی  | بوول، ابا تنا دجازماچ ییلما                             |
| فلیکس ایرویز      | صنعا، تعز (both suspended)                              |
| فلای‌دبی           | دوبی                                                    |
| جوبا ایرویز       | دوبی، هارگسیا، ملک عبدالعزیز، عدن اد                    |
| کنیا ایرویز       | بوول، جومو کنیاتا                                       |
| هواپیمایی قطر     | حمد                                                     |
| ترکیش ایرلاینز    | آتاترک، عدن اد                                          |

### باری
| شرکت‌های هواپیمایی | مقصدهای پروازی |
| ----------------- | --- |
| Air Djibouti      | بوول، بانگوئی ام‌پوکو، بربرا، بوجومبورا، آل مکتوم، هارگسیا، جوبا، خرطوم، کیگالی، ان دیلی، بانگوکا، لوبوم‌باشی، عدن اد، موانزا، جومو کنیاتا، انجامنا، پمبا، موزامبیک |
| کوین ایرویز       | دوبی |
| هواپیمایی اتحاد   | ابوظبی |
| هواپیمایی امارات  | Dubai |